# 스나가와 다이시
스나가와 다이시(일본어: 砂川 太志, 1990년 1월 20일 ~ )는 일본의 축구 선수이다.

## 구단 경력
과거 FC 류큐에서 활동하였다.